# دنيس ميلر
دنيس ميلر (بالإنجليزية: Dennis Miller)‏ هو لاعب هوكي الجليد أمريكي، ولد في 25 يوليو 1969.

## وصلات خارجية
- دنيس ميلر على موقع EliteProspects.com (الإنجليزية)
- دنيس ميلر على موقع HockeyDB.com (الإنجليزية)